# Alegrete (ort)
Alegrete är en ort i Brasilien.   Den ligger i kommunen Alegrete och delstaten Rio Grande do Sul, i den södra delen av landet, 1 800 km sydväst om huvudstaden Brasília. Alegrete ligger 102 meter över havet och antalet invånare är 87 236.
Terrängen runt Alegrete är platt.
Trakten runt Alegrete består i huvudsak av gräsmarker. Runt Alegrete är det glesbefolkat, med 12 invånare per kvadratkilometer.